# Большаков, Виталий Алексеевич
Виталий Алексеевич Большаков — советский хозяйственный и политический деятель.

## Биография
Родился в 1926 году в деревне Содомово. Член КПСС.
Окончил Горьковский авиационный техникум, Горьковский политехнический институт имени Жданова.
В 1944—1945 гг. — технолог завода номер 86 в Таганроге.
В 1945—1965 гг. — конструктор, инженер, заместитель начальника цеха, в 1965—1969 гг. — заместитель секретаря парткома, в 1969—1975 гг. — секретарь парткома, в 1975—1985 гг. — главный инженер, в 1985—2006 гг. — заместитель главного инженера Горьковского авиационного завода имени Серго Орджоникидзе.
За разработку и внедрение передовой технологии был в составе коллектива удостоен Государственной премии СССР в области науки и техники 1974 года закрытым Постановлением Совета Министров и ЦК КПСС.
Умер в 2006 году в Нижнем Новгороде.

## Награды
- Орден Трудового Красного Знамени (трижды)
- Орден Знак Почёта